# Kasidoli (Priboj)
Kasidoli (em cirílico: Касидоли) é uma vila da Sérvia localizada no município de Priboj, pertencente ao distrito de Zlatibor, na região de Stari Vlah. A sua população era de 330 habitantes segundo o censo de 2011.

## Demografia
| 1948 | 1953 | 1961 | 1971 | 1981 | 1991 | 2002 | 2011 |
| ---- | ---- | ---- | ---- | ---- | ---- | ---- | ---- |
| 831  | 918  | 1011 | 987  | 797  | 522  | 455  | 330  |